# Suillus fuscotomentosus
Suillus fuscotomentosus — їстівний вид базидіомікотових грибів родини маслюкових (Suillaceae).

## Поширення
Росте у соснових лісах на заході США (Каліфорнія). Утворює мікоризу із соснами Pinus radiata, Pinus attenuata, Pinus ponderosa.

## Опис
Шапинка від темно-коричневого до кремового забарвлення, у діаметрі 4-15 см, плоска, краї шапинки криві. Ніжка завдовжки 4-7 см, 2-3 см у діаметрі жовтуватого кольору. Спори розміром 9-11 × 3,5-4,5 мкм, еліпсоїдні, коричневого забарвлення.